# Super League 2000
La Super League de 2000 fue la 106.ª temporada del rugby league de Inglaterra y la quinta edición con la denominación de Super League, es el torneo de rugby league más importante de Inglaterra.

## Formato
Los equipos se enfrentaron en formato de todos contra todos, los primeros cinco clasificados disputaron la postemporada.
Se otorgaron 2 puntos por cada victoria, 1 por el empate y 0 por la derrota.

## Desarrollo

### Tabla de posiciones
| Pos. | Equipo                     | Encuentros | Encuentros | Encuentros | Encuentros | Tantos | Tantos | Tantos | Puntos |
| Pos. | Equipo                     | PJ         | PG         | PE         | PP         | F      | C      | Dif.   | Puntos |
| ---- | -------------------------- | ---------- | ---------- | ---------- | ---------- | ------ | ------ | ------ | ------ |
| 1    | Wigan Warriors             | 28         | 24         | 1          | 3          | 960    | 405    | +555   | 49     |
| 2    | St. Helens                 | 28         | 23         | 0          | 5          | 988    | 627    | +361   | 46     |
| 3    | Bradford Bulls             | 28         | 20         | 3          | 5          | 1004   | 408    | +596   | 43     |
| 4    | Leeds Rhinos               | 28         | 17         | 0          | 11         | 692    | 626    | +66    | 34     |
| 5    | Castleford Tigers          | 28         | 17         | 0          | 11         | 585    | 571    | +14    | 34     |
| 6    | Warrington Wolves          | 28         | 13         | 0          | 15         | 735    | 817    | -82    | 26     |
| 7    | Hull FC                    | 28         | 12         | 1          | 15         | 630    | 681    | -51    | 25     |
| 8    | Halifax Blue Sox           | 28         | 11         | 1          | 16         | 664    | 703    | -39    | 23     |
| 9    | Salford City Reds          | 28         | 10         | 0          | 18         | 542    | 910    | -368   | 20     |
| 10   | Wakefield Trinity Wildcats | 28         | 8          | 0          | 20         | 557    | 771    | -214   | 16     |
| 11   | London Broncos             | 28         | 6          | 0          | 22         | 456    | 770    | -314   | 12     |
| 12   | Huddersfield Giants        | 28         | 4          | 0          | 24         | 502    | 1026   | -524   | 8      |

|  | Clasificados a postemporada. |

### Postemporada

#### Final de eliminación
| 23 de septiembre | Leeds Rhinos | 22 - 14 | Castleford Tigers |  |  |

#### Final de clasificación
| 22 de septiembre | St Helens RFC | 16 - 11 | Bradford Bulls |  |  |

#### Semifinales
| 29 de septiembre | Wigan Warriors | 16 - 54 | St Helens RFC |  |  |

| 30 de septiembre | Bradford Bulls | 46 - 12 | Leeds Rhinos |  |  |

#### Final preliminar
| 7 de octubre | Wigan Warriors | 46 - 12 | Leeds Rhinos |  |  |

#### Final
| 14 de octubre | St Helens RFC | 29 - 16 | Wigan Warriors | Old Trafford, Mánchester        |  |
|               |               |         |                | Asistencia: 58.132 espectadores |  |

| Bandera de Inglaterra |
| Campeón St Helens RFC |
| Décimo título         |